# Новый Колмаюр
Но́вый Колмаю́р (чув. Ҫӗнӗ Калмаюр) — село в Кошкинском районе Самарской области России. Входит в состав сельского поселения Большая Константиновка.

## Название
Колмаюр возможно происходит с мордовского языка как "Три оврага" (Колма яр) или Холодный снег (келме (эрз.) - холодный; külm, р.п. külma [кюльм, кюльма] (эст.), kylmä [кюльмя] (фин., ижор.), küľmü [кюльмю] (карел.), küľm [кюльм] (вепс.), kīlma (ливон.), tšülmä (водск.), galmmas [гальммас] (саам.), keľme, кельме (эрз.), keľmä (мокш.), kə̑lme (мокш.) - холод, мороз, холодный, морозный.
Были так же Татарский Калмаюр, Чувашский Калмаюр, Русский Калмаюр основания 1697 года. По собственной доброй воле и по возникшим для них, неудобствам, они переселились с дозволения Симбирской казенной палаты на другие земли. Документально подтверждено, что они уехали из этих мест осенью 1791 и весной 1792 года и переехали в края селений как Тюгальбуга и Вороний Куст Самарского уезда, который тогда тоже входил в состав Симбирской провинции, а с 1796 года - в состав одноименной губернии.

## География
Село находится в северной части Самарской области, в лесостепной зоне, на левом берегу реки Кармалы, на расстоянии примерно 11 километров (по прямой) к северо-западу от села Кошки, административного центра района. Абсолютная высота — 91 метр над уровнем моря.
Климат
Климат характеризуется как умеренно континентальный, с холодной малоснежной зимой и жарким сухим летом. Среднегодовая температура воздуха — 3,4 °С. Средняя температура воздуха самого тёплого месяца (июля) — 19,4 °C (абсолютный максимум — 42 °C); самого холодного (января) — −13 °C (абсолютный минимум — −47 °C). Среднегодовое количество атмосферных осадков составляет 498 мм, из которых 339 мм выпадает в период с апреля по октябрь. Снежный покров держится в течение 151 дня.
Часовой пояс
Село Новый Колмаюр, как и вся Самарская область, находится в часовой зоне МСК+1. Смещение применяемого времени относительно UTC составляет +4:00.

## Население
| 2010 |
| ---- |
| 251  |

Половой состав
По данным Всероссийской переписи населения 2010 года в гендерной структуре населения мужчины составляли 44,2 %, женщины — соответственно 55,8 %.
Национальный состав
Согласно результатам переписи 2002 года, в национальной структуре населения чуваши составляли 93 % из 245 чел.